# Arnoult de Soissons
Pour les articles homonymes, voir Saint Arnoul, Arnoul et Soissons.
Arnoult de Soissons ou Arnoult d'Audenarde (aussi Arnold, Arnoul, Arnulf ou Arnulphe), né en 1040 à Audenarde, en Flandres et mort le 15 août 1087 à Oudenburg, est un saint catholique. Il est souvent évoqué en tant que saint patron des meuniers et des brasseurs en Belgique.

## Biographie
Arnoult de Soissons est le fils de Flubert, seigneur de Peteghem et de Tindenghem.
Arnoult fut d'abord soldat (Arnulph le Fort d'Audenarde), puis se retira au monastère bénédictin de Soissons : l'abbaye Saint-Médard de Soissons. Il vécut les trois premières années en ermite, mais fut élevé ensuite à la dignité d'abbé du monastère.
Son hagiographie rapporte qu'il s'enfuit pour éviter cette nomination (un trope répandu : voir par exemple la vie de Jiménez de Cisneros) mais un loup le renvoya de nouveau vers le monastère. Il devint ensuite prêtre puis évêque, une nouvelle charge qu'il repoussa d'abord.

Saint Arnoult de Soissons (à g., avec sa pelle à brasser) et Sainte Godelieve (à d.). Musée des Beaux-Arts, Gand (milieu XV^{e} siècle).

Lorsqu'un nouvel évêque, Ingelram rapidement décédé, puis Hilgod de Gometz, prit en charge son diocèse, il put se retirer dans la vie monastique, et fonda l'abbaye Saint-Pierre d'Oudenburg en 1084.
À l'abbaye, il entreprit de brasser de la bière, boisson aussi importante que l'eau au Moyen Âge. Pour ses vertus sanitaires, il vantait aux paysans la consommation de la bière. Le fait que l'eau soit portée à ébullition au cours du brassage la débarrassait en effet d'un bon nombre de microbes, à la suite de quoi la présence d'alcool et de houblon permet une longue conservation. On rapporte la même anecdote à propos d'Arnoul de Metz, un autre saint patron de la bière. Il existe plusieurs effigies de saint Arnoult avec une pelle à brasser dans la main gauche, ce qui permet de l'identifier. Il est fêté à Bruxelles au mois de juillet par un défilé le « Jour de la Bière ».
La canonisation de saint Arnoult, approuvée lors du concile de Beauvais le 17 octobre 1120, intervint en octobre ou novembre de la même année,,. L'élévation et la translation de ses reliques, présidée par Lambert de Zonnebeke, évêque de Noyon-Tournai, fut réalisée le 1er mai 1121 ou 1122,,.

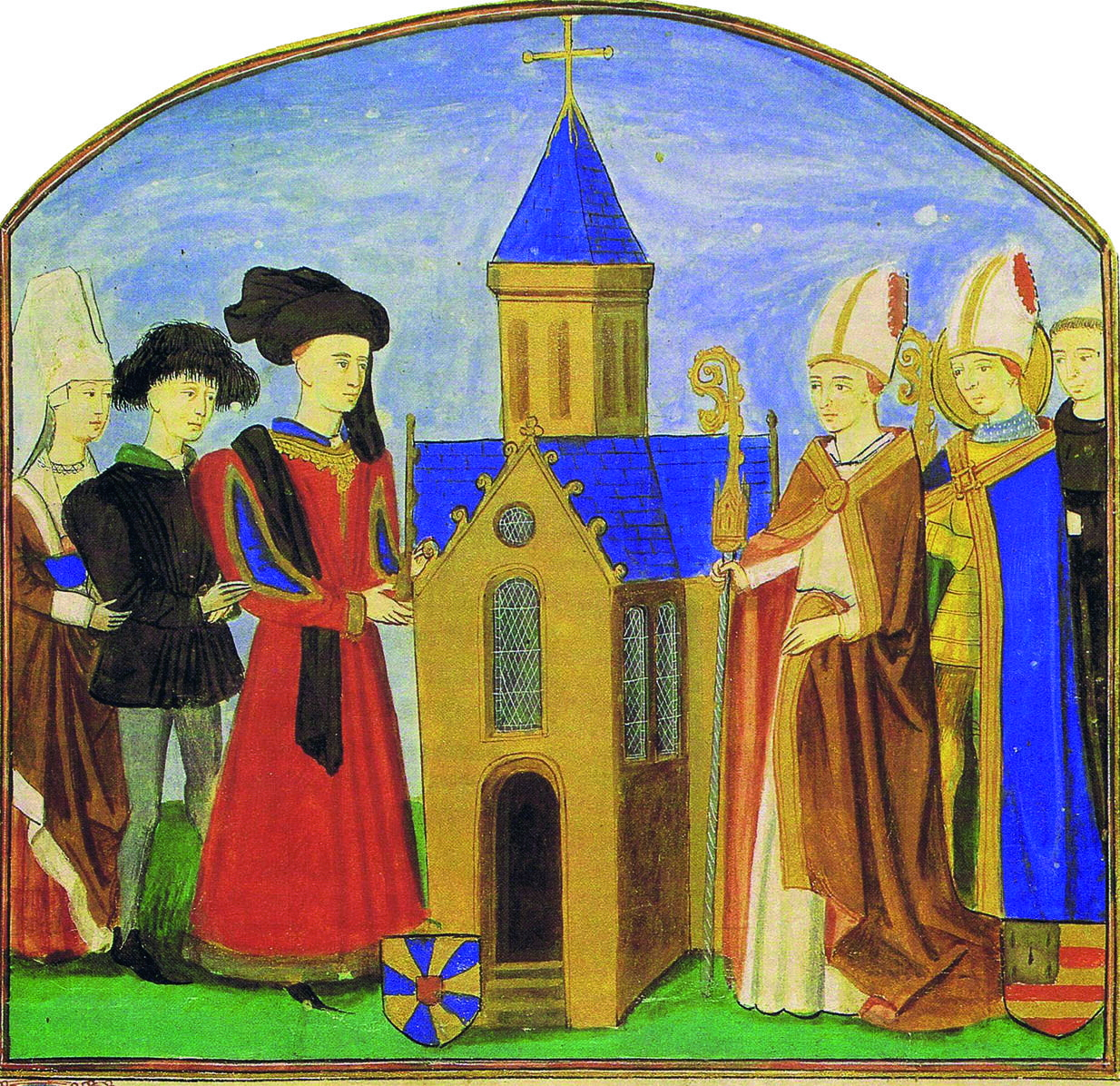
Fondation de l’abbaye Saint-Pierre d’Oudenburg en 1084. Enluminure, in : Codex Aldenburgensis, 127/5, fol. LXIIIr, Grootseminarie, Bruges (ca. 1458). De g. à d. : Hasecca de Eine et son époux Conon Ier de Eine, le comte Robert Ier de Flandre, l'évêque Radbod II de Noyon-Tournai, Arnoult de Soissons, un moine.

On fête saint Arnoult le 14 août.

## Bénédiction de la bière
Latin : Bene dic, Domine, creaturam istam cerevisæ, quam ex adipe frumenti producere dignatus es: ut sit remedium salutare humano generi: et præsta per invocationem nominis tui sancti, ut, quicumque ex ea biberint, sanitatem corporis, et animæ tutelam percipiant. Per Christum Dominum nostrum. Amen.
Français : Bénis, Ô Seigneur, cette bière nouvelle, qu'il t'a plu de tirer de la tendresse du grain : puisse-t-elle offrir au genre humain un remède salutaire : fais que, par l'invocation de Ton saint nom, quiconque en boive recouvre la santé du corps et la protection de son âme. Au nom du Christ notre Seigneur. Amen.
Rituale Romanum (no 58)

## Éditions
- R.I.A. Nip (éd.), Lisiardus, Hariulfus. Vitæ, Miracula, Translatio et alia Hagiographica sancti Arnulphi episcopi Suessionensis (= Corpus Christianorum. Continuatio Mediævalis 285), Turnhout: Brepols Publishers, 2015  (ISBN 978-2-503-05301-1).

## Voir également